# Andrzej Potworowski (żołnierz)

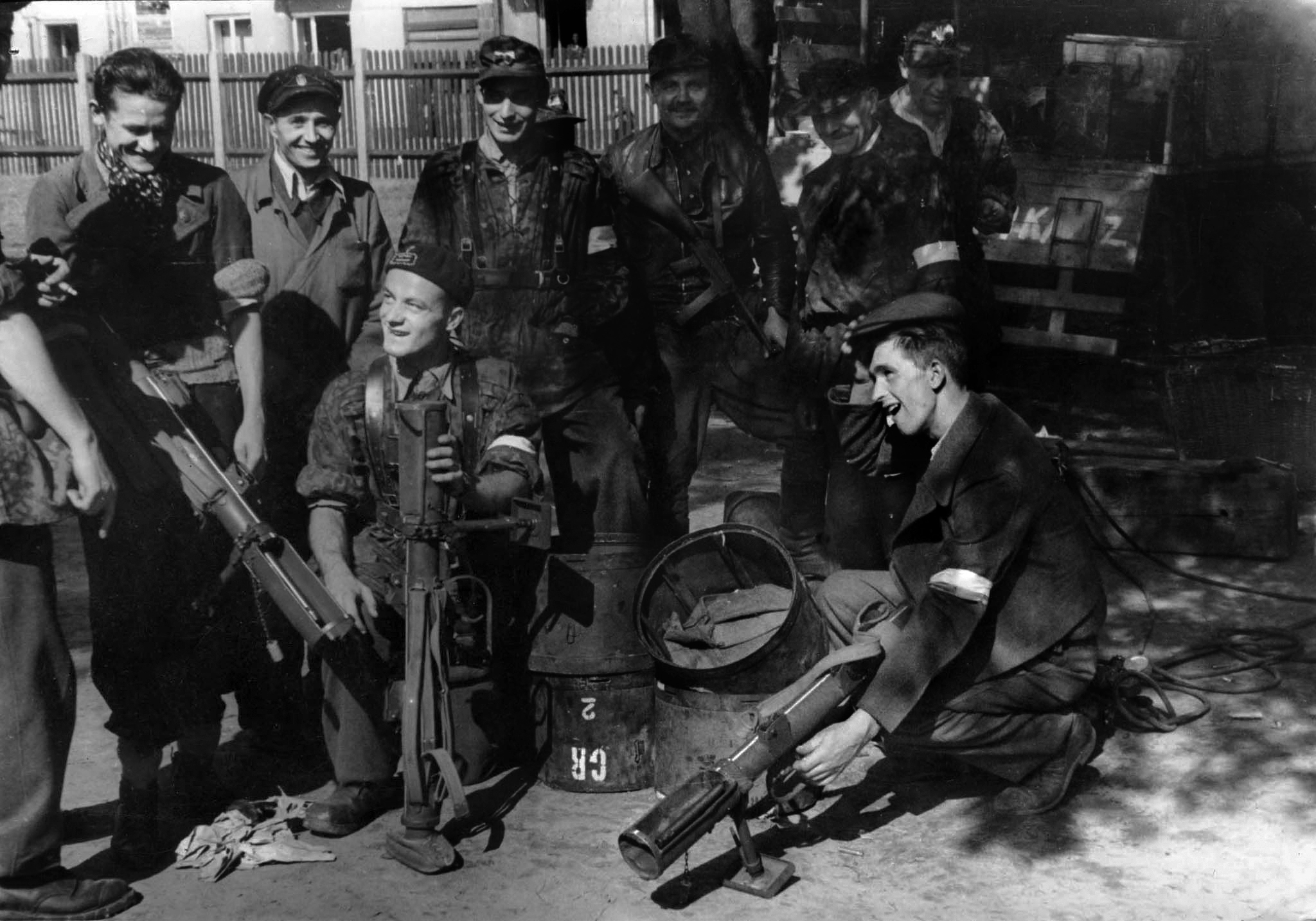
Żołnierze batalionu Czata 49 na Woli, w środku siedzi Stanisław Potworowski

Andrzej Potworowski (ur. 9 listopada 1886 w Skłótach, zm. 20 października 1963 w Poznaniu) – polski właściciel ziemski, kapral Wojska Polskiego, kawaler Orderu Virtuti Militari.

## Życiorys
Urodził się 9 listopada 1886 w majątku Skłóty, w ówczesnym powiecie kutnowskim guberni warszawskiej, w rodzinie Władysława (1850–1909), właściciela ziemskiego, i Celiny z Mieszkowskich. W 1905 za udział w strajku szkolnym został wydalony z siódmej klasy. W 1906 jako ekstern zdał maturę w Kijowie. W tym samym roku rozpoczął studia na Wydziale Ekonomiczno-Handlowym Uniwersytetu w Lipsku. Na drugim roku rozpoczął równoległe studia na Wydziale Agronomicznym. W 1909 zakończył studia na pierwszym kierunku i otrzymał dyplom, a rok później otrzymał dyplom agronoma. Po zakończeniu studiów przez półtora roku odbywał praktykę rolniczą, później przez kolejny rok pracował jako rządca-praktykant, a następnie administrator dóbr. Jako jedynak został zwolniony od służby w armii rosyjskiej.
1 lipca 1920 jako ochotnik wstąpił do Wojska Polskiego. W szeregach 203 pułku ułanów walczył na wojnie z bolszewikami. Wyróżnił się w bitwie pod Równem. 13 października 1920 porucznik Stefan Leski, dowódca szwadronu karabinów maszynowych we wniosku na odznaczenie kaprala Potworowskiego Orderem Virtuti Militari napisał: „wyjechał ze swą taczanką na czoło szwadronu i z brawurą podjechał do nieprzyjaciela strzelając z karabinu maszynowego tak celnie, że zmusił nieprzyjaciela do panicznego odwrotu na swym odcinku”. W tym samym roku został zwolniony ze służby („bezterminowo urlopowany”).
Po zakończeniu wojny wrócił na tereny kaliskie i działał w Związku Ziemian i straży ogniowej. W 1939 uwięziony przez Niemców, po zwolnieniu wyjechał do Warszawy. 12 sierpnia 1944 razem z żoną został umieszczony w obozie koncentracyjnym Auschwitz. W tym samym roku został przeniesiony do obozu Natzweiler. W latach 1949–1956 był prześladowany i więziony. Był jednym z oskarżonych w procesie pracowników centrali instytucji Państwowe Nieruchomości Ziemskie, w tym jej dyrektora Leonarda Maringe'a, którym zarzucano działalność na szkodę Państwa Polskiego – sabotaż polegający na niszczeniu gospodarki rolnej. Proces miał charakter polityczny i był skierowany przeciwko byłym ziemianom. W 1956 zwolniony z więzienia zajmował się ekonomiką i produkcją rolną. Zmarł 20 października 1963 w Poznaniu. Trzy dni później został pochowany na cmentarzu Junikowskim (pole 15, kwatera D, rząd 5, miejsce 7).
W 1917 ożenił się z Marią Wyganowską (1891–1944), właścicielką majątku Kobylniki, ofiarą KL Auschwitz, z którą miał córkę Wandę (1918–2013) i syna Stanisława ps. „Potwór” (1920–1944), kaprala podchorążego batalionu „Czata 49”. Powtórnie żonaty z Jadwigą Potocką (1899–1963).

## Ordery i odznaczenia
- Krzyż Srebrny Orderu Virtuti Militari nr 2766 – 29 października 1921[15][16][17][18]